# 메인스트림 록 트랙
메인스트림 록 트랙(Mainstream Rock Tracks)은 미국의 음악 잡지 《빌보드》에 1981년 3월 21일부터 실리고 있는 음악 차트이다. 메인스트림 록 라디오 방송을 통해 가장 많이 방송되었던 40곡을 싣고 있다. 처음으로 1위에 오른 곡은 에릭 클랩튼의 "I Can't Stand It"이다.